# Bourreria cumanensis
Bourreria cumanensis är en strävbladig växtart som först beskrevs av Pehr Löfling, och fick sitt nu gällande namn av Otto Eugen Schulz. Bourreria cumanensis ingår i släktet Bourreria och familjen strävbladiga växter. Inga underarter finns listade i Catalogue of Life.